# Benewah County
Benewah County är ett administrativt område i delstaten Idaho, USA, med 9 285 invånare (2010). Den administrativa huvudorten (county seat) är St. Maries. 

## Geografi
Enligt United States Census Bureau så har countyt en total area på 2 030 km². 2 010 km² av den arean är land och 20 km² är vatten.

### Angränsande countyn
- Kootenai County - nord
- Shoshone County - öst
- Latah County - syd
- Whitman County - sydväst
- Spokane County - nordväst